# Robert Raußendorf
Robert Raußendorf (auch Raussendorf; * 1973) ist ein deutscher Physiker, der sich mit Quanteninformationstheorie befasst.
Raußendorf wurde 2003 an der Ludwig-Maximilians-Universität München promoviert. Als Post-Doktorand war er 2003 bis 2006 am Caltech, am Perimeter Institute (2006 bis 2007) und 2009 bis 2011 Sloan Research Fellow. Seit 2008 war er Professor an der University of British Columbia (seit 2013 Associate und seit 2018 Full Professor). Seit September 2023 ist Raußendorf Professor an der Leibniz Universität Hannover.
2001 stellte er mit Hans J. Briegel ein neues Modell eines Einweg- oder Messungsbasierten Quantencomputers (englisch: One-Way Quantum Computer oder Measurement-based quantum computer) vor. Das war auch Thema von Raußendorfs Dissertation in München.
Im Jahr 2007 entdeckte er ein Quantenfehlerkorrekturverfahren, das eine sehr viel höhere Fehlerrate (von nahezu 1 % pro Gatteroperation) tolerieren konnte als die bis dahin hauptsächlich untersuchten Verfahren und zum Ausgangspunkt für surface-code-basierte Quantenfehlerkorrektur wurde.
Weiterhin untersucht er Topologische Quantencomputer sowie in jüngster Zeit auch deren Kombination mit messungsbasiertem Quantencomputing.
Er untersucht außerdem die Bedeutung der Quanten-Kontextualität als Ressource für den Quantenüberlegenheit.
2021 erhielt Raußendorf den CAP-CRM Prize. Für 2023 wurde Raußendorf als Humboldt-Professor ausgewählt.

## Schriften (Auswahl)
- mit C. Okay, D.-S. Wang, D. T. Stephen, H. Poulsen Nautrup: Computationally Universal Phase of Quantum Matter. In: Phys. Rev. Lett. Band 122, 2019, S. 090501, doi:10.1103/PhysRevLett.122.090501.
- mit D. T. Stephen, D.-S. Wang, A. Prakash, T.-C. Wei: Computational power of symmetry protected topological phases. In: Phys. Rev. Lett., 119, 2017, 010504, arxiv:1611.08053
- Contextuality in measurement-based quantum computation. In: Phys. Rev. A. Band 88, 2013, S. 022322, doi:10.1103/PhysRevA.88.022322, arxiv:0907.5449.
- mit T.-C. Wei: Quantum computation by local measurement. In: Annual Review of Condensed Matter Physics, Band 3, 2012, S. 239–261, arxiv:1208.0041
- mit T.-C. Wei, I. Affleck: The 2D AKLT state is a universal quantum computational resource. In: Phys. Rev. Lett., 106, 2011, 070501.
- mit J. Harrington: Fault-tolerant quantum computation with high threshold in two dimensions. In: Phys. Rev. Lett., 98, 2007, 150504, arxiv:quant-ph/0610082
- mit H.-J. Briegel, Daniel E. Browne: The one-way quantum computer – a non-network model of quantum computation. In: J. of Modern Optics, 49, 2002, 1299, arxiv:quant-ph/0108118
- mit H.-J. Briegel: Computational model underlying the one-way quantum computer. In: Quant. Inf. Comp., 6, 2002, 443, arxiv:quant-ph/0108067
- mit H.-J. Briegel: A one-way quantum computer. In: Phys. Rev. Lett., 86, 2001, 5188.